# Texinfo

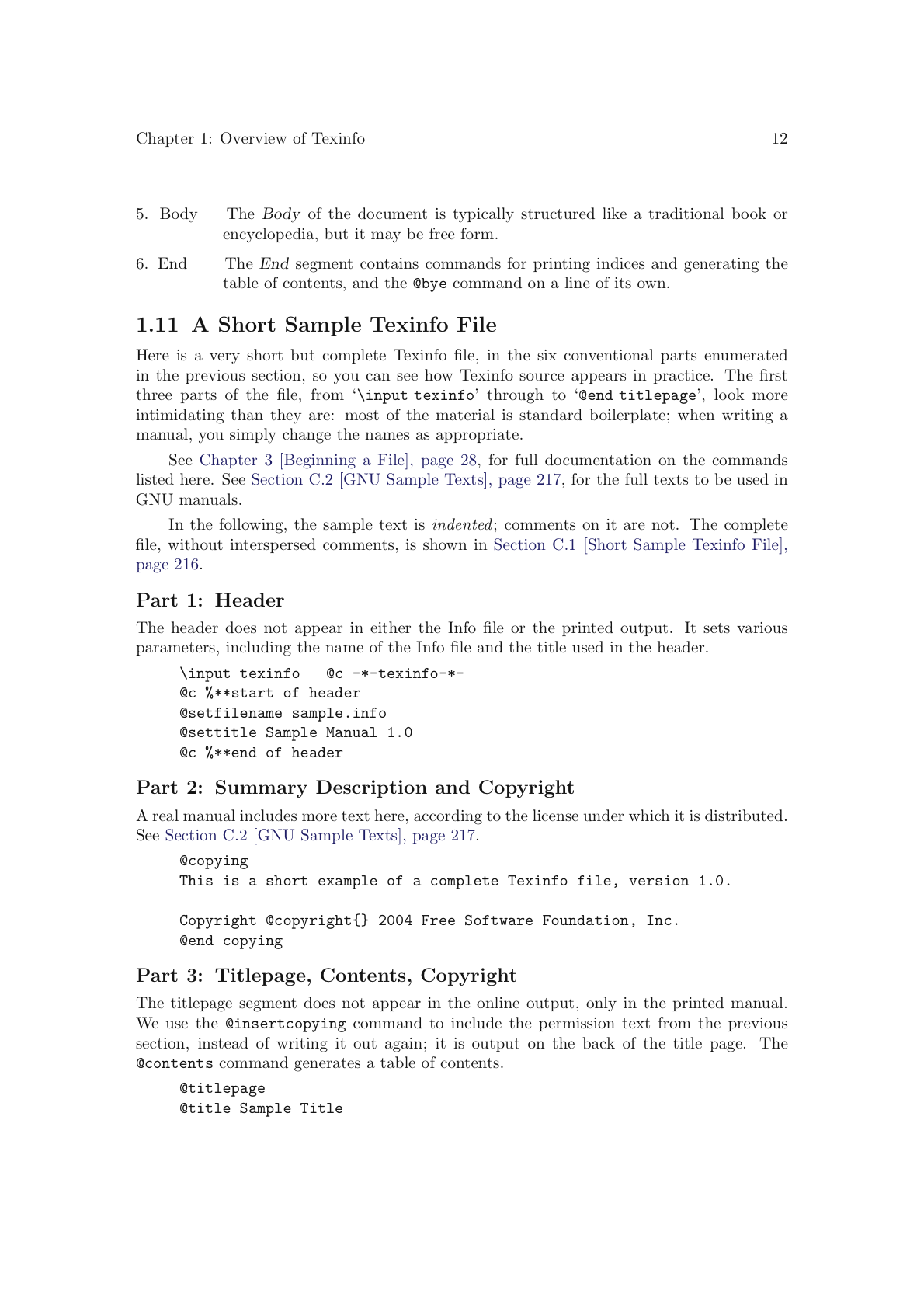
Um exemplo da saída impressa Texinfo; página 25 do manual oficial GNU Texinfo.

Texinfo  é uma sintaxe para typesetting, utilizada para a geração de documentação, tanto online e impressa (criando arquivos dvi, html, pdf, etc, e no seu próprio formato hipertexto info) com um único arquivo fonte. É aplicada através de um software livre programa de computador de mesmo nome, criada e disponibilizada pelo projeto GNU.
O principal objectivo do Texinfo é fornecer uma maneira fácil de compor manuais de software. Semelhante à sintaxe do LaTeX, todas as características habituais de um livro, tais como capítulos, seções, referências cruzadas, índices e tabelas estão disponíveis para uso em documentos. Usando vários geradores de saída que estão disponíveis para Texinfo, é possível manter vários tipos de documentação atualizados (como em linha documentação fornecida através de um Web site, e documentação impressa, como foi gerado usando o sistema de typesetting TeX) usando apenas um único arquivo fonte. Como assinala o manual, "TeX funciona com quase todas as impressoras; Info funciona com praticamente todos os terminais de computador, a saída HTML trabalha com praticamente todos os browsers. Texinfo, assim pode ser usado por praticamente qualquer usuário de computador."

## Formatos de saída
A fim de tornar possível a documentação vários formatos de saída a ser actualizadas todos de uma vez, ao mudar o arquivo original Texinfo, sintaxe vários conversores estão disponíveis que podem ser utilizados para gerar transliterações do Texinfo arquivo para outros formatos. A maioria destes são criados utilizando o makeinfo programa, que faz parte do GNU Texinfo distribuição.
HTML
(Gerado através makeinfo --html.) Como HTML é a linguagem padrão para os documentos apresentados na World Wide Web, este formato de saída pode efetivamente ser utilizada para produzir páginas de documentação on-line. O manual recorda que o makeinfo programa tenta restringir o seu arquivos de saída para um determinado subconjunto de HTML marcação que possa ser lido por tantos navegadores possível.
DVI
(Gerado através texi2dvi.) O Dispositivo independente formato de arquivo é produzido pela TeX typesetting sistema, e pode ser usado para gerar dispositivo específicos de comandos que podem ser visualizados ou impressos, por exemplo, a tradução para PostScript (ps arquivos).
PDF
(Gerado através texi2dvi --pdf or texi2pdf.)  Baseado na linguagem PostScript, este formato foi desenvolvido pela Adobe Systems para portáteis documento interbancárias. À semelhança do formato PostScript, pode representar a aparência exata de um documento e apoia arbitrária scaling.  Pretende-se que seja independente de plataforma e pode ser visualizado com uma grande variedade de software. Texinfo usa o pdftex programa, uma variante do TeX, para a saída de PDF.
Docbook
(Gerado através makeinfo --docbook.) Este é um XML com base em mark-up idioma para a documentação técnica que tem algumas semelhanças com Texinfo, em linhas gerais. Também é possível converter ficheiros para Docbook Texinfo, utilizando o programa docbook2X.
XML
(Gerado através makeinfo --xml.) Para fins gerais.
Info
(Gerado através makeinfo.) Este é um formato específico que basicamente é uma versão de texto sem formatação do original Texinfo sintaxe em conjunto com um controle poucos caracteres para separar nodos e fornecer elementos para navegação menus, referências cruzadas, secções e assim por diante. O Info formato pode ser visualizada com o programa info.
Notável é a falta de man como um formato de saída a partir das ferramentas padrão Texinfo. De facto, Texinfo é usado para escrever a documentação do GNU software, que normalmente é utilizado em ambientes Unix-like, tais como o GNU/Linux, onde o formato tradicional de documentação é o man. Mas a concepção lógica para as ferramentas padrão Texinfo' omite o man como um formato de saída, em vista do rigoroso formato de páginas convencional do man, usadas tradicionalmente como guias de referência rápida, enquanto que as aplicações típicas para o Texinfo para tutoriais, bem como manuais de referência. Como tal, nenhum benefício é visto em expressar conteúdo Texinfo no formato de página man . Além disso, muito dos projectos GNU evita páginas man quase completamente, remetendo o leitor da página man (que muitas vezes apresenta-se como raramente mantido) para o documento Info.

## Texinfo arquivo fonte
Texinfo permite a estruturação de um documento como um livro com capítulos, seções, referências cruzadas e índices. A fonte é quase texto simples, mas tecnicamente é formatado texto marcado por comandos que começam com "@". Uma amostra de uma parte de um arquivo de origem:
```
@ifnottex
@node Top
@top Short Sample

@insertcopying
@end ifnottex

@menu
* First Chapter::    The first chapter is the
                     only chapter in this sample.
* Index::            Complete index.
@end menu
```

Os comandos marcam a estrutura, tais como capítulos ou designar uma parte da fonte a ser tratados apenas para determinados tipos de produção.

## História e estado
Texinfo é usado como o sistema de documentação oficial para o Projeto GNU. Texinfo é licenciado sob a GNU General Public License.
Texinfo O formato foi criado por Richard M. Stallman, enquanto a distribuição do software Texinfo desenvolvimento foi liderado por Brian Fox (até versão 3.8) e Karl Berry .